# IFAF Europe Superfinal 2018
La IFAF Europe Superfinal 2018 è la 1ª edizione dell'omonimo torneo di football americano.
Vi prendono parte le squadre vincitrici della IFAF Northern European Football League 2018 e della Central European Football League 2018.

## Squadre partecipanti
| Pr. | Squadra           | Città     | Data di qualificazione | Qualificata in quanto        |
| --- | ----------------- | --------- | ---------------------- | ---------------------------- |
| 1   | Copenhagen Towers | Gentofte  | 9 giugno 2018          | Vincitori della NEFL         |
| 2   | Tirol Raiders     | Innsbruck | 9 giugno 2018          | Vincitori del CEFL Bowl XIII |

## I Finale
| Gentofte 30 giugno 2018 | Copenhagen Towers | 20 – 45 | Tirol Raiders | Gentofte Sportspark |

## Verdetti
- Tirol Raiders Vincitori della IFAF Europe Superfinal 2018